# Gazeran
Gazeran /ɡazˈʀɑ̃/ è un comune francese di 1 242 abitanti situato nel dipartimento degli Yvelines nella regione dell'Île-de-France.

## Società

### Evoluzione demografica
Abitanti censiti